# Jürgen Rosenthal
Jürgen Rosenthal (* 28. Juli 1949 in Rosengarten) ist ein deutscher Schlagzeuger. Bekannt wurde er insbesondere durch seine Mitgliedschaft bei den Scorpions und Eloy.

## Leben
Rosenthal erhielt bereits mit sieben Jahren klassischen Unterricht in Blockflöte und Geige. Mit ungefähr 15 Jahren fand er schließlich zu seinem Instrument, dem Schlagzeug, das er autodidaktisch erlernte. Seine erste Band, The Generations, gründete er 1965. 1968 lernte er seinen späteren Eloy-Mitstreiter Klaus-Peter Matziol kennen und gründete mit ihm die Band „Morrison Gulf“. Als Anfang der 1970er Jahre Uli Jon Roths Schlagzeuger Fritz Randow zu Eloy wechselte, erhielt er das Angebot dessen Stelle einzunehmen, und konnte dort den Bandnamen „Dawn Road“ etablieren. Dawn Road verschmolz schließlich mit den Scorpions, die damals nur noch aus Klaus Meine und Rudolf Schenker bestanden. Zusammen nahmen sie das zweite Scorpions-Album „Fly to the Rainbow“ im Musicland München sowie im Studio Maschen auf.
Nach dem Wehrdienst wollte Jürgen Rosenthal eigentlich wieder bei den Scorpions einsteigen, erhielt jedoch Besuch von Frank Bornemann und Klaus-Peter Matziol, die auf der Suche nach einem Schlagzeuger für die neue Eloy-Formation waren. Dort konnte er seiner Kreativität freien Lauf lassen und lieferte von 1976 bis 1979 neben der Schlagzeugarbeit vieles an Konzepten sowie das Gros der Texte für die Eloy-Studioalben.
Jürgen Rosenthal gilt vielen Fans als der beliebteste und einflussreichste Eloy-Schlagzeuger.
Nach der Trennung von Eloy verfolgte er mit seinem Band-Kollegen Detlev Schmidtchen das Projekt „Ego on the Rocks“, für das zunächst drei Veröffentlichungen geplant waren. Ego verwahrten sich gegen jeglichen Eloy-Bezug und mussten die erste Produktion, „Acid in Wounderland“, schließlich selbst finanzieren. Das Album floppte, weitere Mittel waren nicht zuletzt wegen einer gerichtlichen Auseinandersetzung mit den früheren Eloy-Kollegen nicht verfügbar, sodass man sich 1982 schließlich wieder trennte. Danach folgten Beteiligungen an Solo-Projekten anderer Musiker, insbesondere aus dem Eloy-Umfeld.

## Diskografie
- 1974: Scorpions – Fly to the Rainbow
- 1976: Eloy – „Dawn“
- 1977: Eloy – Ocean
- 1978: Eloy – „Live“
- 1979: Eloy – „Silent Cries and Mighty Echoes“
- 1981: Ego on the Rocks – „Acid in Wounderland“
- 1983: Klaus-Peter Matziol – „Matze“
- 1983: Klaus Hess (ex Jane) – „Sternentanz“
- 1988: Echo Park (Klaus-Peter Matziol, Michael Flexig u. a.) – „Echo Park“
- 1989: Shade (ex Eloy) – „Faust - The Rockballet“
- 1991: Eloy – „Rarities“ (zwei zuvor unveröffentlichte Stücke mit J.R.)
- 1997: Ego on the Rocks – „Acid in Wounderland“ (Wiederveröffentlichung mit fünf Bonustiteln)

| Personendaten    | Personendaten                           |
| ---------------- | --------------------------------------- |
| NAME             | Rosenthal, Jürgen                       |
| KURZBESCHREIBUNG | deutscher Schlagzeuger, u. a. Scorpions |
| GEBURTSDATUM     | 28. Juli 1949                           |
| GEBURTSORT       | Rosengarten                             |